# Рой Сміт
Рой Сміт (ісп. Roy Smith, нар. 19 квітня 1990, Лимон) — костариканський футболіст, захисник клубу «Гондурас Прогресо».

## Клубна кар'єра
Розпочинав грати у футбол на батьківщині в клубі «Брухас» і «Оріон». Потім він переїхав за кордон, щоб грати в другому дивізіоні Джей-ліги за клуб «Гайнаре Тотторі» в сезоні 2012 року, де до нього приєднався співвітчизник Кенні Каннінгем, а в січні 2013 року перейшов у болівійський «Зе Стронгест», з яким у тому ж сезоні став чемпіоном Болівії.
Влітку 2013 року повернувся до Коста-Рики і дебютував за «Уругвай де Коронадо», де провів один сезон, після чого влітку 2014 року він переїхав у «Сантос де Гвапілес», а потім недовго пограв за «Картахінес».
Влітку 2016 року став гравцем гондураського клубу «Гондурас Прогресо».

## Виступи за збірну
Сміт виступав на юнацькому чемпіонаті світу 2007 (U-17) і молодіжному чемпіонаті світу 2009 року (U-20), де його команда до 20 років посіла 4-е місце після того, як програла угорцям у матчі за 3-тє місце.
В жовтня 2010 року провів два товариських матчі у складі національної збірної Коста-Рики.

## Досягнення
- Чемпіон Коста-Рики (1): Зима 2009
- Чемпіон Болівії (1): 2013-А